# Примари (роман)
При́види (англ. Haunted) — роман Чака Поланіка, виданий 3 травня 2005 року. Сюжет є збіркою із 23 новел (більшості з яких передує білий вірш) з главами, присвяченими основній гілці сюжету, на початку і після кожної з новел. Кожна з розповідей написана персонажами основної гілки сюжету, і якимось чином пов'язана з нею у той чи інший спосіб.
Синопсисом Привидів є сатира на реаліті-телебачення. Сам же Поланік говорить, що роман — про «битву за довіру», яка є наслідком того, що завдяки сучасним технологіям стало дуже легко доносити себе і свої думки світові.
На обкладинці оригінального видання книги спеціальною фарбою нанесено зображення жахливого вигляду обличчя, яке стає видимим у темряві.

## Сюжет
У романі розповідається про групу із 23 осіб, які прийняли привабливу пропозицію на три місяці відмовитися від життєвої суєти та створити шедеври, а натомість потрапили в пекло. Згідно з інструкцією, яку вони отримали із оголошення, учасники зустрічаються в одному кафе в штаті Орегон. Там вони знайомляться з організатором — містером Уіттером, який розповідає, що наступного ранку їх забере спеціальний автобус. З собою можна брати тільки одну валізу з найнеобхіднішими (на особистий розсуд кожного учасника) речами. На наступний день 17 учасників, містер Уіттер і його помічниця пані Кларк прибувають в покинутий напівзруйнований готичний театр. Уіттер блокує всі виходи з театру, наказуючи кожному учаснику написати одне оповідання як ключ до виходу з театру. Для проживання створені всі умови: достатній запас їжі і води, наявність електроенергії, водопроводу, спалень, ванних кімнат, пральної та сушильної машин. Герої живуть у безпеці. Але це тільки на перший погляд. Учасники групи (не включаючи Уіттера і Кларк) в кінцевому результаті охоплені панікою і депресією та вирішують написати кожен свою історію страждань всередині театру, а потім продати розповіді як сценарій фільму і прославитися. Для повноти ефекту кожен вирішує потихеньку знищити всі продукти харчування, пошкодити дроти і трубопроводи. Кожен з героїв вважає, що це його власна ідея і що тільки він робить такі вчинки. Насправді цією думкою перейнялися всі герої роману, але оскільки нікому невідомо про плани інших, то всі разом вони руйнують театр. Формат книги унікальний. Кожна глава складається з трьох розділів: історія учасників усередині театру (те, що вони вважають своєю розповіддю), вірші про кожного учасника і історії персонажів їхнього «колишнього» життя.